# Langues mel
 (décembre 2020).
Si vous disposez d'ouvrages ou d'articles de référence ou si vous connaissez des sites web de qualité traitant du thème abordé ici, merci de compléter l'article en donnant les références utiles à sa vérifiabilité et en les liant à la section « Notes et références ».
Les langues mel sont une branche des langues nigéro-congolaises parlée en Guinée, en Guinée-Bissau, en Sierra Leone, et au Liberia. Les langues mel avec le plus de locuteurs sont le temne avec près de 2 millions de locuteurs et le kissi avec près d’un demi million de locuteurs.